# Lotta Thorell
Charlotta ("Lotta") Thorell, född 18 juli 1960, är en svensk skådespelare.  Hon var en av medlemmarna i humorgruppen Helt apropå. Där gestaltade hon bland annat de dåvarande ministrarna Gertrud Sigurdsen och Laila Freivalds.
Thorell som är utbildad vid Balettakademin i Göteborg Hon har även ägnat sig åt att spela ett flertal revyer, bland annat Arlövsrevyn.